# Minisubmarí

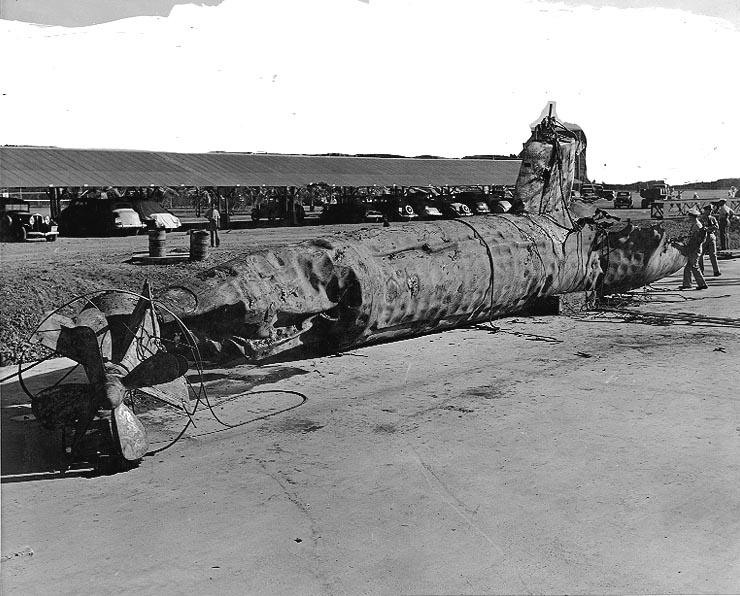
Minisubmarí japonès enfonsat durant l'atac a Pearl Harbor.

Un  minisubmarí  és un submarí de menys de 150 tones de pes, operat regularment per una o dues persones i amb una tripulació no major de 6 o 8, sense allotjament a bord. Normalment aquest tipus de submarins treballen amb vaixell d'abastament, des d'on són llançats i recuperats, a més de proveir allotjament per a la tripulació i l'equip de suport.
Hi ha minisubmarins civils i militars, tots dos tipus construïts i en operació. Els del tipus militar treballen amb embarcacions de superfície i submarins, com naus de suport. Els de tipus civil o militar no combatiu són coneguts generalment com a submergibles, i normalment treballen amb vaixells de superfície.